# ديديه أجاثي
ديديه أجاثي (16 أغسطس 1975 في فرنسا - ) (بالفرنسية: Didier Agathe)‏ هو لاعب كرة قدم فرنسي في مركز الوسط. لعب مع أستون فيلا وريث روفرز ونادي سلتيك ونادي مونبلييه ونادي هيبرنيان وأولمبيك أليس وجي اس سانت بيرويس ‏.

## وصلات خارجية
- ديديه أجاثي على موقع الاتحاد الأوربي (الإنجليزية)
- ديديه أجاثي على موقع قاعدة بيانات كرة القدم.إي يو (الإنجليزية)
- ديديه أجاثي على موقع Soccerbase.com (لاعب) (الإنجليزية)
- ديديه أجاثي على موقع عالم كرة القدم.نت (الإنجليزية)